# 中盐湖南株洲化工集团有限公司
中盐湖南株洲化工集团有限公司，简称中盐株化，是湖南省最大的基础化工企业，也是中南地区最大的化工原料生产基地。

## 发展历史
- 1956年，建立株洲化工厂；
- 1997年，改制为湖南株洲化工集团有限责任公司；
- 2000年，建立子公司：株洲化工集团诚信有限公司；
- 2001年，建立子公司：湖南永利化工股份公司；
- 2007年3月26日，中国盐业总公司增资控股株化集团；
- 2007年5月23日，成立中盐湖南株洲化工集团有限公司。